# Haustorius arenarius
Haustorius arenarius is een vlokreeftensoort uit de familie van de Haustoriidae. De wetenschappelijke naam van de soort is voor het eerst geldig gepubliceerd in 1769 door Martinus Slabber.